# Spartacus (film)
Spartacus is een Amerikaanse spektakelfilm uit 1960 van Stanley Kubrick naar een scenario van Dalton Trumbo. Het verhaal is gebaseerd op een roman van Howard Fast over de historische slavenleider Spartacus.
De film wordt gezien als een klassieker, maar werd door Kubrick zelf beschouwd als een niet geslaagd project. Dit kwam doordat Kubrick een heel andere film in gedachten had dan zijn producenten. Omdat hij pas op het laatste moment - nadat de aanvankelijke regisseur Anthony Mann ontslagen was - bij de opnames gehaald werd door hoofdrolspeler en co-producent Kirk Douglas, had Kubrick zijns inziens te weinig inbreng in het eindresultaat. Hij moest wegens tijdgebrek het draaiboek gebruiken dat Mann al had geschreven en de producenten verboden hem het aan te passen. Na de opnames mocht Kubrick niet aanwezig zijn bij de montage.

## Verhaal
De film verhaalt over Spartacus, een Thracische slaaf die werkt in een steengroeve. Hij staat bekend als een zeer opstandig iemand. Nadat hij op een dag een oudere slaaf verdedigt, wordt hij ter dood veroordeeld. Voor het zover is, wordt Spartacus echter opgemerkt door Lentulus Batiatus. Deze koopt hem met het plan hem op te leiden tot gladiator.
Zodoende belandt Spartacus op de gladiatorenschool. Hier maakt Spartacus kennis met andere slaven waaronder de vrouw Varinia. Op een dag wordt de school bezocht door Crassus, een rijke Romein. Hij laat Spartacus vechten met Draba, een Ethiopiër. Draba wint maar weigert Spartacus te doden. Hij moet dit zelf met de dood bekopen. Wanneer Crassus vervolgens ook nog eens Varinia meeneemt als zijn slavin, is voor Spartacus de maat vol. Hij roept alle gladiatoren op tot opstand. Samen nemen ze de school over en beginnen een leger te trainen van slaven en gladiatoren, dat al snel uitgroeit tot 70.000 man. Hun plan is om zich al vechtend een weg te banen naar de haven van Brindisium, waar een groep Cilicische piraten hen tegen betaling naar de vrijheid zal brengen.
Spartacus heeft succes want zijn leger behaalt de ene overwinning na de andere. Ook vindt hij Varinia weer terug. De Romeinse Senaat zet alle middelen in om Spartacus’ leger een halt toe te roepen. Iedere poging faalt en meerdere senaatsleden trekken zich terug uit schaamte over deze nederlagen.
Het tij keert echter wanneer blijkt dat Crassus de piraten heeft omgekocht om de slaven niet te hulp te komen. Hierdoor is er voor de slaven geen mogelijkheid over zee te vluchten. Bovendien sturen de Romeinen twee grote legers die Spartacus en zijn leger aan twee kanten insluiten. De enige uitweg is een directe aanval op Rome. Vóór Rome komt het tot een veldslag, waarbij Spartacus en zijn leger worden verslagen. De overlevende slaven worden allemaal gekruisigd daar ze weigeren te onthullen wie van hen Spartacus is.
Terwijl Spartacus aan het kruis hangt, ziet hij toch nog een lichtpuntje: de Romein Batiatus heeft Varinia helpen ontsnappen. Zij is met Spartacus’ pasgeboren zoon op weg naar de vrijheid.

## Rolverdeling
- Kirk Douglas: Spartacus
- Laurence Olivier: Marcus Licinius Crassus
- Jean Simmons: Varinia
- Charles Laughton: Gracchus
- Peter Ustinov: Batiatus
- John Gavin: Julius Caesar
- Tony Curtis: Antoninus
- Nina Foch: Helena Glabrus
- John Ireland: Crixus
- Herbert Lom: Tigranes Levantus
- John Dall: Marcus Publius Glabrus
- Charles McGraw: Marcellus
- Joanna Barnes: Claudia Marius
- Harold J. Stone: David
- Woody Strode: Draba
- Peter Brocco: Ramon

## Achtergrond

### Productie
De film werd deels geproduceerd door Kirk Douglas zelf. Dit vanwege zijn teleurstelling dat de hoofdrol in de film Ben-Hur aan zijn neus voorbij was gegaan. Met Spartacus hoopte hij toch nog de hoofdrol te kunnen spelen in een epische film.
Oorspronkelijk werd Howard Fast gevraagd of hij zelf zijn roman wilde omzetten naar een filmscenario. Hij vond het echter lastig om een scenario te schrijven en werd daarom als scenarist vervangen door Dalton Trumbo, die onder het pseudoniem Sam Jackson werkte. De ontwikkeling van het scenario werd gehinderd door de verschillende visies van Kubrick en Trumbo. Kubrick had niet de controle over deze film die hij wel had over latere filmprojecten. Kubrick was ontevreden over het eindresultaat en wilde zelfs zijn naam niet in de aftiteling hebben.
De film bevat veel grootse spektakelscènes: duizenden soldaten die marcheren, immense panorama's van het landschap en veel grote decors van het oude Rome. De film werd opgenomen in 355 techniramaformaat en toen vergroot naar 70 mm. Kubrick gaf de voorkeur aan opnames in studio's daar hij bang was dat opnames op locatie de acteurs te veel zouden afleiden. De studioscènes zijn opgenomen in Hollywood, maar Kubrick stond erop dat de veldslagen zouden worden opgenomen op een vlakte buiten Madrid. Achtduizend soldaten van het Spaanse leger werden opgetrommeld om te figureren in de film als Romeinse soldaten. Aanvankelijk maakte Kubrick zijn gevechtsscènes extra heftig met veel bloedvergieten, maar nadat een testpubliek deze scènes afkeurde knipte Kubrick bijna alle betreffende stukken uit de film.

### Muziek
De filmmuziek voor Spartacus werd gecomponeerd en opgenomen door Alex North. De muziek werd beschouwd als een van zijn beste werken. North deed voor het componeren van de muziek onderzoek naar muziek uit de periode dat de film speelt, en gebruikte grotendeels antieke instrumenten voor de opnames. Tevens gebruikte hij een Ondioline, een voorloper van de synthesizer. Dit was voor het eerst dat een dergelijk apparaat werd gebruikt voor het componeren van filmmuziek.

### "I am Spartacus"
Aan het einde van de film is er een scène waarin alle gevangengenomen slaven opstaan en zichzelf identificeren als Spartacus om hun leider te beschermen, hoewel eerder aan hen is beloofd dat hun leven zal worden gespaard als ze de echte Spartacus uitleveren aan de Romeinen. Ten slotte worden ze allen gekruisigd. Het tafereel is enkele keren gekopieerd en geparodieerd, bijvoorbeeld in Monty Python's Life of Brian, South Park, Power Rangers: In Space, Doctor Who, I Am Cuba, In & Out en  The Newsroom (seizoen 3 afl. 2).
Britse soldaten die in 2008 in Irak dienden, droegen T-shirts met opschrift "I'm Harry", om de prins te steunen, wiens aanwezigheid een veiligheidsprobleem vormde.
De betreffende scène werd in 2005 gebruikt voor een reclame van Pepsi.
Gedurende de live-uitvoering van The Wall (2010-2013) door Roger Waters was de scène hoorbaar tijdens het intro van de show.

### Historische onjuistheden
- De historische Spartacus was niet geboren als slaaf, maar tot slaaf gemaakt na te zijn gevangen door het Romeinse leger of anders na te hebben gedeserteerd.
- De historische Spartacus werd niet gekruisigd maar kwam in een veldslag om.
- Het Retiarius-type gladiator bestond nog niet in de tijd dat de film speelt.
- Ook de pretoriaanse garde bestond nog niet in de tijd dat de film speelt.
- Crassus was nooit dictator van Rome.
- Hoewel de Griekse geschiedschrijver Plutarchus er in zijn teksten over Marcus Licinius Crassus  melding van maakt, is er geen historisch bewijs of Spartacus getrouwd was. De naam Varinia, zoals zijn vrouw in de film heet, is hoe dan ook fictief en bedacht door de romanschrijver Howard Fast.

## Ontvangst

### Originele uitgave
Bij de originele uitgave was Spartacus een groot succes. De film bracht 60 miljoen dollar op tegen een budget van 12 miljoen dollar.
Critici als Roger Ebert merkten op dat de film wel zijn minpunten had, maar gaven de film over het algemeen een positieve beoordeling. Bosley Crowther noemde de film een "spotty, uneven drama." Op Rotten Tomatoes scoort Spartacus 95% aan goede beoordelingen.

### Heruitgaven en restauraties
De film werd heruitgebracht in 1967. Deze versie was 23 minuten ingekort ten opzichte van de originele versie. In 1991 werd de film opnieuw uitgebracht met 14 minuten aan nieuwe scènes die oorspronkelijk uit de film waren geknipt. Voor deze scènes moest echter wel de dialoog opnieuw worden ingesproken om de geluidskwaliteit te verbeteren. Daar niet alle acteurs meer in leven waren, werden stemacteurs ingehuurd voor de nasynchronisatie.
Sinds 1964 zijn er vier minuten aan beeldmateriaal verloren gegaan.

## Prijzen en nominaties
In 1961 werd Spartacus genomineerd voor de volgende prijzen:
| prijs             | categorie                                | genomineerde(n)                                                 | uitslag       |
| ----------------- | ---------------------------------------- | --------------------------------------------------------------- | ------------- |
| Academy Award     | Beste mannelijke bijrol                  | Peter Ustinov                                                   | gewonnen      |
| Academy Award     | Beste artdirection, kleur                | Alexander Golitzen, Eric Orbom, Russell A. Gausman, Julia Heron | gewonnen      |
| Academy Award     | Beste cinematografie, kleur              | Russell Metty                                                   | gewonnen      |
| Academy Award     | Beste kostuumontwerp, kleur              | Valles, Bill Thomas                                             | gewonnen      |
| Academy Award     | Beste montage                            | Robert Lawrence                                                 | Genomineerd   |
| Academy Award     | Beste originele muziek, drama of komedie | Alex North                                                      | Genomineerd   |
| BAFTA Award       | Beste film                               | Stanley Kubrick                                                 | Genomineerd   |
| Golden Globe      | Beste film – drama                       | -                                                               | gewonnen      |
| Golden Globe      | Beste filmacteur – drama                 | Laurence Olivier                                                | Genomineerd   |
| Golden Globe      | Beste regisseur                          | Stanley Kubrick                                                 | Genomineerd   |
| Golden Globe      | Beste originele muziek                   | Alex North                                                      | Genomineerd   |
| Golden Globe      | Beste mannelijke bijrol                  | Woody Strode                                                    | Genomineerd   |
| Golden Globe      | Beste mannelijke bijrol                  | Peter Ustinov                                                   | Genomineerd   |
| Golden Laurel     | Top Male Supporting Performance          | Peter Ustinov                                                   | Tweede plaats |
| Golden Laurel     | Top Male Dramatic Performance            | Kirk Douglas                                                    | Derde plaats  |
| Golden Reel Award | Beste geluidsmontage – film              | -                                                               | gewonnen      |
| WGA Award         | Best Written American Drama              | Dalton Trumbo                                                   | genomineerd   |

### AFI 100 Years
Spartacus komt voor in vier lijsten uit de AFI 100 Years...-serie;
- # 62 voor thrills
- # 22 voor helden
- # 44 voor cheers
- # 81 voor overall movies.

## Trivia
Kirk Douglas' hoofdrol werd geparodieerd in het Asterixalbum De beproeving van Obelix.